# 张利峰
张利峰（1989年1月24日—），中国足球运动员，现在中超联赛效力于河北华夏幸福足球俱乐部。